# Synovate Interview-NSS
Synovate Interview-NSS is een Nederlands bureau dat zich bezighoudt met marktonderzoek. Hoewel opinieonderzoek maar een zeer klein deel vormt van de nationale en internationale activiteiten van het bedrijf, kent het grote publiek Interview-NSS vooral daarvan. Interview-NSS is in 1999 ontstaan uit de fusie van drie onderzoeksbureaus: Inter/View International (waar Maurice de Hond directeur was vanaf 1980, en voorzitter van de Raad van Commissarissen van 1986 tot 1999), NSS Research & Consultancy en CSEM (Customer Satisfaction & Employee Motivation).
Met ingang van 29 januari 2007 is Interview-NSS een onderdeel van Synovate, en vormt het samen met de reeds bestaande Nederlandse vestiging het nieuwe Synovate Nederland. Synovate is de marktonderzoektak van de internationale Aegis Group plc.
Een bekend opinieonderzoek van dit bureau is de wekelijks door het tv-programma NOVA uitgezonden opiniepeiling van de Tweede Kamer waarbij wordt weergegeven hoe deze er zou hebben uitgezien als er op dat moment verkiezingen zouden zijn gehouden. Deze peiling staat bekend onder de naam "De Politieke Barometer".
De werkzaamheden van Synovate Interview-NSS zijn ook te zien voor personen die regelmatig gebruikmaken van het openbaar vervoer. In treinen van NS, Syntus en Veolia voeren medewerkers van het bedrijf zogenaamd "reizigersonderzoek" uit, wat inhoudt dat ze in opdracht van de vervoerder bekijken van welk type vervoerbewijs de reizigers gebruikmaken.